# کانتون سبییا د اورو
کانتون سبییا د اورو (به اسپانیایی: Cantón Sevilla de Oro) یک منطقهٔ مسکونی در اکوادور است که در استان آزوای واقع شده‌است.